# Frank Martinus Arion

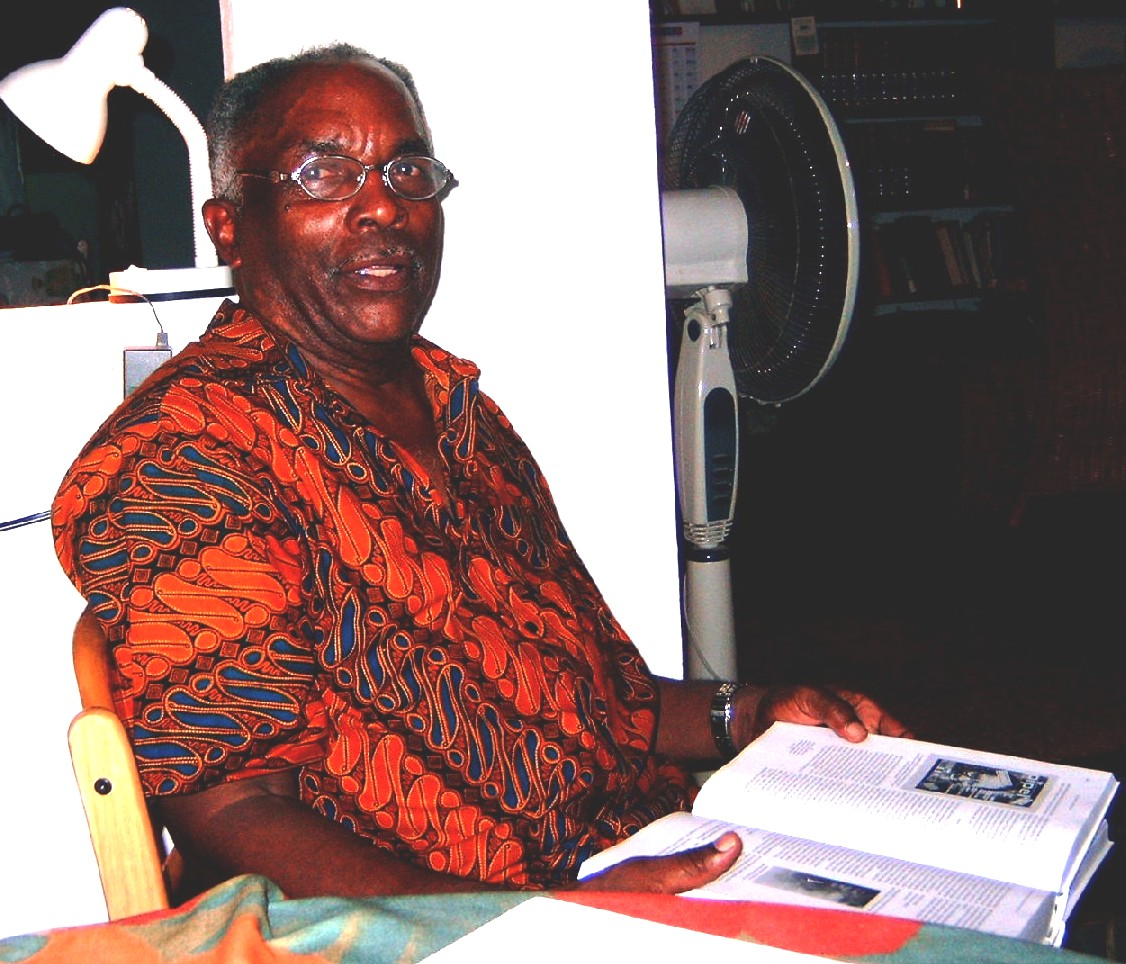
Frank Martinus Arion.

Frank Martinus Arion, pseudônimo de Frank Efraim Martinus, (17 de dezembro de 1936 - 28 de setembro de 2015) nasceu em Curaçau. Foi um autor e um defensor do papiamento.
Mudou-se para os Países Baixos em 1955, tendo regressado em 1981 a Curaçau. Alguns dos seus trabalhos incluem The Last Freedom (A Última Liberdade)e Double Play (Jogo Duplo). Sendo este último considerado a sua obra prima e foi publicada em 1973.
Liderou o Instituto da Língua de Curaçau, promovendo o uso do papiamento, a língua local crioula.